# Viciria detrita
Viciria detrita es una especie de araña saltarina del género Viciria, familia Salticidae. Fue descrita científicamente por Strand en 1922.
Habita en Indonesia (Sumatra).